# Cuambio
Cuambio är en ort i Mexiko.   Den ligger i kommunen Zirándaro och delstaten Guerrero, i den södra delen av landet, 230 km sydväst om huvudstaden Mexico City. Cuambio ligger 233 meter över havet och antalet invånare är 214.
Terrängen runt Cuambio är kuperad söderut, men norrut är den platt. Runt Cuambio är det glesbefolkat, med 8 invånare per kvadratkilometer. Närmaste större samhälle är Zirándaro, 5,6 km norr om Cuambio. I omgivningarna runt Cuambio växer huvudsakligen savannskog.